# Cord Jefferson

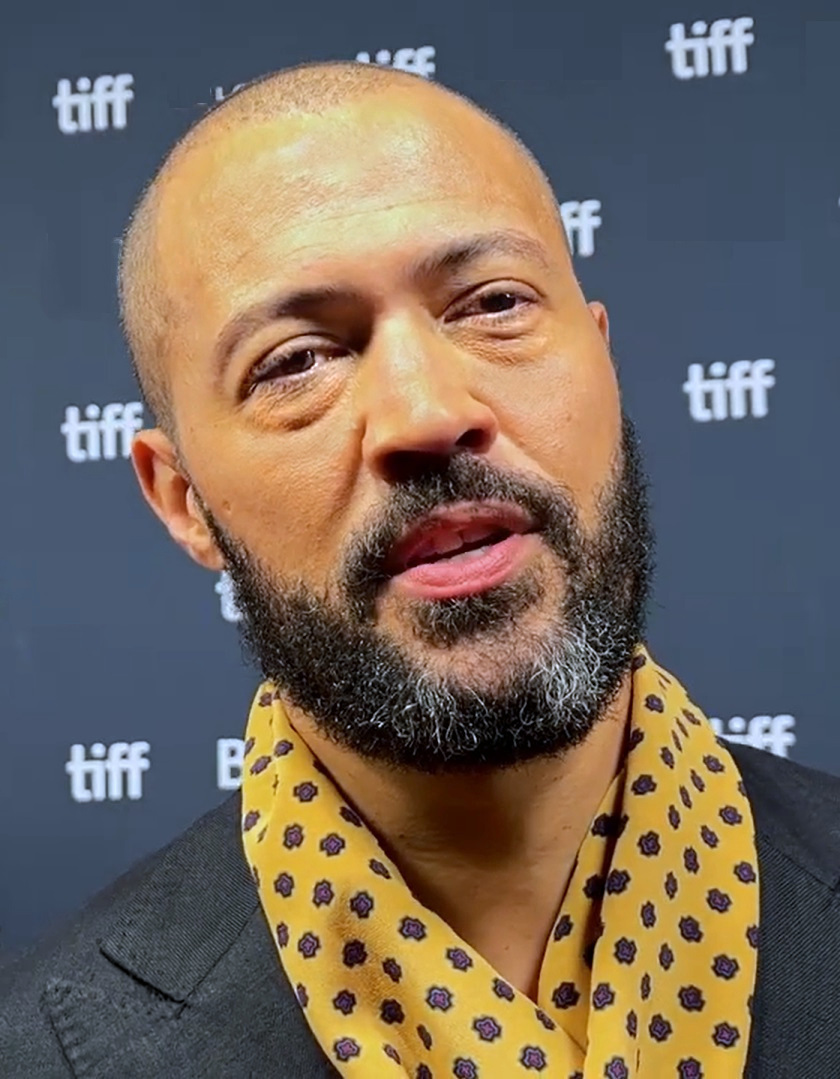
Cord Jefferson im Jahr 2023

Cord Jefferson (* Januar 1982 in Tucson, Arizona) ist ein US-amerikanischer Journalist, Drehbuchautor und Regisseur. Für sein Spielfilmdebüt Amerikanische Fiktion (2023) gewann er den Oscar für die beste Drehbuchadaption.

## Leben
Cord Jefferson wurde 1982 als jüngster von drei Söhnen einer weißen Lehrerin und eines afroamerikanischen Anwalts in Tucson geboren. Nachdem die Familie für einige Jahre in Saudi-Arabien gelebt hatte, kehrte sie später nach Tucson zurück. Sein Großvater mütterlicherseits war schockiert darüber, dass seine Tochter mit einem Afroamerikaner liiert war und lehnte bis zu seinem Tod jede Verbindung zu seiner Tochter und seinem Enkel ab. Seine Eltern ließen sich scheiden, als Jefferson 14 Jahre alt war. Im Juli 2008 spendete er seinem erkrankten Vater Wilson C. „Jeff“ Jefferson Jr. eine seiner Nieren. Seine Mutter Susan Haas starb 2016 an Krebs.
Jefferson studierte bis zum Jahr 2004 Soziologie am College of William & Mary, wo bereits sein Vater bis 1972 studiert hatte.
Nach seinem Studium arbeitete Jefferson als Journalist in Los Angeles, New York City und Washington, D.C. Er schrieb unter anderem für das New York Times Magazine, USA Today, Huffington Post, die Website The Root und den Klatsch-Blog Gawker.
Im Jahr 2013 wurde der MSNBC-Moderator Chris Hayes auf eine Violent, Rioting Surfers Shows White Culture of Lawlessness betitelte Kolumne Jeffersons in Gawker aufmerksam und lud ihn in seine Sendung All In with Chris Hayes ein. Jefferson spielte dort in einem satirischen Beitrag einen empörten Experten, der zu einem Video über randalierende weiße Jugendliche die Berichterstattung konservativer Moderatoren zu Verbrechen von Afroamerikanern parodierte. Nach diesem Auftritt engagierte Mike O’Malley Jefferson als Autor für die Fernsehserie Survivor’s Remorse. Von 2015 bis 2016 wirkte Jefferson für The Nightly Show with Larry Wilmore an den Drehbüchern von 196 Episoden mit. Später entstanden erste Drehbücher für Fernsehserien wie Master of None und The Good Place.
Damon Lindelof engagierte Jefferson 2019 als Autor für die Superhelden-Serie Watchmen. An mehreren Episoden der Serie arbeitete er als Executive Story Editor. Auf Anregung von Lindelof verarbeitete Jefferson in den Drehbüchern unter anderem das Massaker von Tulsa. Sein gemeinsam mit Lindelof geschriebenes Drehbuch zur Episode This Extraordinary Being brachte beiden 2020 den Emmy für Outstanding Writing for a Limited Series, Movie or Dramatic Special ein.
Im Jahr 2021 adaptierte Jefferson Percival Everetts Roman Ausradiert als Drehbuch. Obwohl er keine professionelle Erfahrung als Filmregisseur vorweisen konnte, erhielt er Zusagen der Filmproduktionsunternehmen T-Street und MRC für die Umsetzung des Projektes. Jefferson verfilmte das Werk 2023 unter dem Titel American Fiction, mit Jeffrey Wright in der Hauptrolle sowie Tracee Ellis Ross, Issa Rae, Sterling K. Brown und John Ortiz in tragenden Nebenrollen. Die Filmkomödie brachte Jefferson unter anderem beim Toronto International Film Festival 2023 den Publikumspreis ein. Wenige Monate später folgte bei den Golden Globe Awards 2024 eine Nominierung für die Beste Komödie oder Musical. Bei der folgenden Oscarverleihung erhielt Jefferson den Preis für das Beste adaptierte Drehbuch. Jefferson und die Produzenten Jermaine Johnson, Nikos Karamigios und Ben LeClair waren für Amerikanische Fiktion auch in der Kategorie Bester Film nominiert. Auch wurde er im Rahmen des Palm Springs International Film Festivals 2024 für seine Arbeit bei Amerikanische Fiktion in die von der Filmzeitschrift Variety gewählten „10 Directors to Watch“ aufgenommen.
Im Sommer 2024 wurde Jefferson Mitglied der Academy of Motion Picture Arts and Sciences.

## Filmografie (Auswahl)
Drehbuchmitarbeit
- 2014: Survivor’s Remorse (Fernsehserie, 6 Episoden)
- 2017: Master of None (Fernsehserie, 10 Episoden)
- 2017–2018: The Good Place (Fernsehserie, 24 Episoden)
- 2019: Watchmen (Fernsehserie, 9 Episoden)

Drehbuchautor
- 2018–2019: The Good Place (Fernsehserie, 2 Episoden)
- 2019: Watchmen (Fernsehserie, 1 Episode)
- 2021: Station Eleven (Fernsehserie, 1 Episode)
- 2023: Amerikanische Fiktion (American Fiction)

Regie
- 2023: Amerikanische Fiktion (American Fiction)

## Auszeichnungen (Auswahl)
- Erhaltene Preise für seine Fernseharbeit:[14]
  - 2020: Emmy –Watchmen (Bestes Drehbuch – Miniserie, Fernsehfilm oder Dramatic Special)
  - 2020: NAACP Image Award – The Good Place (Bestes Drehbuch – Comedy-Serie)
  - 2020: Writers Guild of America Award – Succession (Beste Drama-Serie)
  - 2020: Writers Guild of America Award – Watchmen (Beste neue Serie)

- Erhaltene Preise und Ehrungen für Amerikanische Fiktion:[14]
  - 2023: Publikumspreis des Filmfestivals von Toronto
  - 2023: zwei Black Film Critics Circle Awards (Beste Regie, Bestes adaptiertes Drehbuch)
  - 2023: Humor & Humanity Award des Filmfestivals von Heartland
  - 2023: Las Vegas Film Critics Society Award (Bestes adaptiertes Drehbuch)
  - 2023: Nachwuchsregie- und Publikumspreis des Filmfestivals von Mill Valley
  - 2023: San Diego Film Critics Society Award (Bestes Regiedebüt)
  - 2023: Nachwuchsregie-Preis des Filmfestivals von Virginia
  - 2023: Washington DC Area Film Critics Association Award (Bestes adaptiertes Drehbuch)
  - 2024: EDA Award (Bestes adaptiertes Drehbuch)
  - 2024: Critics’ Choice Movie Award (Bestes adaptiertes Drehbuch)
  - 2024: Variety „10 Directors to Watch“ auf dem Filmfestival von Palm Springs
  - 2024: Oscar  (Bestes adaptiertes Drehbuch)